# Waterval van Caracol
De waterval van Caracol ligt in de rivier de Caracol, vlak bij het stadje Canela. De waterval is heel populair bij toeristen; in 2009 trok de waterval meer dan 289 000 bezoekers.